# Rafer Johnson
Rafer Lewis Johnson (Hillsboro (Teksas), 18. kolovoza 1934. - Sherman Oaks, Los Angeles, (Kalifornija) 2. prosinca 2020.) bio je američki atletičar i glumac, osvajač zlatne medalje u desetoboju na Olimpijskim igrama u Rimu 1960. godine.
Rođen u Teksasu, s 9 godina preselio se s obitelji u Kingsburg u Kaliforniji, grad naseljen uglavnom ljudima švedskog podrijetla. Postali su jedina afroamerička obitelj u gradu. Njegov brat Jimmy Johnson bio je član Kuće slavnih američkoga nogometa.
Godine 1955. postigao je svjetski rekord u desetoboju sa 7985 bodova, popravivši rekord svog sunarodnjaka Boba Mathiasa. Time je postao prvi veliki afroamerički desetobojac.
Predstavljao je Sjedinjene Države na Ljetnim olimpijskim igrama u Melbourneu 1956., gdje je osvojio srebro u desetoboju, iza svog sugrađanina Milta Campbella. 
Četiri godine kasnije na Olimpijskim igrama u Rimu 1960. bio je standardni član nacionalnog tima i osvojio je zlato. Vodio je veliku bitku u desetoboju protiv kolege sa sveučilišta, Tajvanca Yang Chuan-Kwanga, koji je završio srebrni. Imali su istoga trenera. Taj dvoboj je opisan u dokumentarnom filmu „Velike Olimpijske igre”, službenom dokumentarcu Rimskih olimpijskih igara.
Na kraju karijere Johnson je svoju popularnost iskoristio glumeći u nekim američkim filmovima. Bio je tjelohranitelj Roberta Kennedyja; na dan njegova atentata, nije uspio zaustaviti Sirhana Sirhana. Bio je posljednji nositelj baklje na Olimpijskim igrama u Los Angelesu 1984.
Umro je 2. prosinca 2020. u osamdeset i šestoj godini života u svom domu u četvrti Sherman Oaks u Los Angelesu.